# Ernobius bicolor
Ernobius bicolor är en skalbaggsart som beskrevs av White 1983. Ernobius bicolor ingår i släktet Ernobius och familjen trägnagare. Inga underarter finns listade i Catalogue of Life.